# قضیه توماس
قضیه توماس (به انگلیسی: Thomas theorem) یکی از نظریه‌های جامعه‌شناسی است که در سال ۱۹۲۸ توسط ویلیام ایزاک توماس (۱۸۶۳–۱۹۴۷) و همسرش، دوروتی سواین توماس (۱۸۹۹–۱۹۷۷) طرح شد:
اگر انسان‌ها موقعیت‌ها را واقعی تعریف کنند، در پیامدهای آن واقعی هستند.
به عبارت دیگر، تفسیر یک موقعیت سبب کنش می‌شود. این تفسیر عینی نیست. کنش‌ها تحت تأثیر ادراکات ذهنی از موقعیت‌ها قرار می‌گیرند. اینکه آیا حتی یک تفسیر عینی درست وجود دارد برای اهداف راهنمایی کنش‌های افراد مهم نیست.
قضیه توماس در معنا همانند یک قضیه ریاضی نیست.

## تعریف موقعیت
در سال ۱۹۲۳، ویلیام ایزاک توماس در توضیح دقیقی گفت هر گونه تعریف از یک موقعیت بر زمان حال تأثیر می‌گذارد. علاوه بر این، پس از مجموعه‌ای از تعاریف که فرد در آن دخیل است، چنین تعریفی همچنین «بتدریج بر کل سیاست زندگی و شخصیت خود فرد [تأثیر] می‌گذارد.»
در نتیجه، توماس بر مسایل اجتماعی مانند صمیمیت، خانواده یا تحصیلات را به عنوان نقش اساسی در موقعیت هنگام تشخیص جهان اجتماعی تأکید کرد «که در آن می‌توان تأثیرات ذهنی را بر زندگی نشان داد و در نتیجه برای خیالبافی‌ها واقعی می‌شود.»
«تعریف موقعیت» مفهومی اساسی در کنش متقابل نمادین است.
این شامل یک پیشنهاد در مورد ویژگی‌های یک موقعیت اجتماعی (به عنوان مثال هنجار، ارزش، اقتدار، ایفای نقش) می‌شود و از دیگران به دنبال توافقی است که می‌تواند انسجام اجتماعی و کنش اجتماعی را تسهیل کند. تعارضات اغلب شامل اختلاف نظرهایی در مورد تعریف وضعیت مورد نظر می‌شود؛ بنابراین این تعریف ممکن است به یک ناحیه مورد مناقشه بین ذی‌نفعان مختلف (یا به دلیل احساس هویت خود من) تبدیل شود.
تعریف وضعیت مربوط به ایده کادربندی یک موقعیت است. ساخت، ارائه و نگهداری چارچوب‌های تعامل (یعنی زمینه و انتظارات اجتماعی) و هویت‌ها (خودانگاره یا هویت گروهی) جنبه‌های اساسی تعامل اجتماعی در سطح خُرد هستند.

## مطالعه بیشتر
- مرتن, رابرت کی. (1995). "قضیه توماس و اثر متیو". نیروهای اجتماعی. ۷۴ (۲): ۳۷۹–۴۲۲. doi:10.1093/sf/74.2.379. JSTOR 2580486.
- اسمیت, آر.اس. (1995). "ارائه اعتبار در جایی که اعتبار وجود دارد: دوروتی سواین توماس و 'قضیه توماس'". جامعه شناس آمریکایی. ۲۶ (۴): ۹–۲۸. doi:10.1007/bf02692352. JSTOR 27698742.
- w:en:ویلیام ایزاک توماس ویکی‌پدیای انگلیسی